# Asajj Ventress
Asajj Venteress je fiktivní postava ze světa Star Wars. Její druh pocházející z planety Dathomir se podobá lidem, má však šedivou kůži a je velice známý svým využíváním černé magie. Je nejvíce známá z období Klonových válek jako učednicí hraběte Dooku. Během války porazila několik rytířů Jedi a několikrát se utkala s Obi-wanem Kenobim a Anakinem Skywalkerem. Při jednom ze soubojů udělala Anakinovi jizvu u oka. Ke konci Klonových válek se mělo za to, že zemřela rukou Hrabě Dookua, ale později se objevuje i v sérii Mandalorian, takže zřejmě klonové války přežila 

## Život

### Časný život
Když byla Ventress dítě, její rodiče shromáždili velkou armádu na jižní polokouli Rattataku. Ti však byli zabiti před tím, než by se mohli stát příliš velkou hrozbou, takže Ventress zůstala sirotkem na drsné, nemilosrdné planetě. Byla by s největší pravděpodobností zemřela, kdyby rytíř Jedi jménem Ky Narec neztroskotal se svojí lodí na Rattataku. Narec vycítil sílu Ventress a odříznut od zbytku Jediů se rozhodl trénovat Ventress jako jeho Padawana.
Dvojice Ky Nareca a Ventress se stala hrdiny, společně spojily armády a přinesly klid planetě. Ale někteří generálové se báli její síly a rozhodli se ji společně zabít i s jejím mistrem. Válečníkům se skutečně podaří zabít Nareca, Ventress však ne. Bolest z jeho ztráty v kombinaci s její neukázněností jí obrátila na temnou stranu Síly.
Když Narec zemřel, nechala si na holou hlavu vytetovat pruhy a dvanáct symbolů. Jeden pro každého válečníka, kteří mohli za smrt jejího mistra a kterého zabila. Začala se v rozvíjel nenávist k Jediům, protože věřila, že opustili Nareca.

### Sithská učednice
Hrabě Dooku ji objevil krátce po bitvě na Geonosis na planetě Rattatak, kde se pořádaly gladiátorské zápasy, jež Asajj Venteres vyhrála. Prohlásila o sobě, že je Sith, načež se jí Dooku vysmál, že Sith není a suše ji porazil blesky temné strany. I přesto, že ji porazil, přijal ji, protože v ní viděl silného bojovníka. Bojovala se dvěma světelnými meči. Nejdříve používala jeden modrý a druhý zelený světelný meč, později však dostala od hraběte Dooku dva červené, které dříve patřily jeho bývalé žákyni jménem Komari Vosa. Meče se daly uprostřed spojit v jeden oboustranný se zahnutou rukujetí.

#### První úkol
Její první úkol bylo zabít Anakina Skywalkera. Ventress se tedy vydala k oběžné dráze Muunilinstu a tam likvidovala republikové síly, čímž odlákala Anakina až na Yavin IV. Zde spolu bojovali v lese, až se dostali do chrámu Massassi. Ačkoliv měla Ventress zpočátku převahu Anakin ji přemohl. Její život zachránil jen pád do hluboké trhliny.

### Zmizení Ventress
Když se naposled setkala s Obi-wanem, ten jí řekl, že ji Dooku zradí. Utekla a na krátkou dobu se přidala ke skupině námezdních lovců, kterou vedl tehdy ještě nedospělý Boba Fett, tu však po krátké době zradila, od té doby se už nenazývala Sithem. Odcestovala na Coruscant, kde žila a kde se později se setkala s mladou Jedijskou padawankou Ahsokou Tano, která byla nedávno kvůli křivému obvinění vyloučena z řádu Jediů. A protože jí Ahsoka připomínala ji samou, tak se na krátkou dobu spojily. Po jejich rozdělení přišla Asajj o oba světelné meče. Zaútočila na ni Barriss Offee, bývalá členka Řádu Jediů, která se obrátila na temnou stranu a která mimochodem také zosnovala spiknutí proti Ahsoce Tano. Nakonec však pomohla Anakinu Skywalkerovi dopadnout Barriss Offee a tím očistit Ahsoku. Od té doby už o Asajj Vetress nikdo neslyšel.

## Ve Star Wars
Asajj se nikdy neobjevila v žádném z filmů hlavní série, vystupovala ale ve vedlejších dílech, jako např. ve filmu Klonové války.